# Corral Falso, Guerrero
Corral Falso är en ort i Mexiko.   Den ligger i kommunen Ajuchitlán del Progreso och delstaten Guerrero, i den södra delen av landet, 200 km sydväst om huvudstaden Mexico City. Corral Falso ligger 273 meter över havet och antalet invånare är 3 123.
Terrängen runt Corral Falso är varierad. Runt Corral Falso är det ganska glesbefolkat, med 21 invånare per kvadratkilometer. Närmaste större samhälle är Ciudad Altamirano, 17,1 km nordväst om Corral Falso. I omgivningarna runt Corral Falso växer huvudsakligen savannskog.